# Manuscrit Parville
Le manuscrit Parville, actuellement propriété de la bibliothèque musicale de l'université de Berkeley (UC Berkeley Music Library) sous le numéro de catalogue MS-778 (numéro complet US-BEM 778) est, après le manuscrit Bauyn, l'une des plus importantes sources manuscrites en ce qui concerne la musique de clavecin en France au XVIIe siècle.
Il a probablement été écrit aux environs de 1670 et fut retrouvé en Italie en 1968. Sa couverture porte l'inscription « M. de Parville », d'où son nom. Il contient environ 150 pièces par des compositeurs de cette époque, notamment Louis Couperin (56), Jacques Champion de Chambonnières (23 pièces), Jean-Henri d'Anglebert (7) ou d'autres auteurs parfois non identifiés ainsi que 31 transcriptions pour clavecin d'œuvres de Lully.